# Game Show (programa de televisão)
Game Show (também conhecido como Game Show de Verão) foi um programa de televisão brasileiro exibido pela Record inspirado nos games da MTV. Era apresentado por Celso Cavallini diariamente durante as férias nas duas primeiras temporadas, como uma extensão do programa Hoje em Dia, sendo que posteriormente passou para as manhãs sábados durante os meses de verão e trouxe a cantora Kelly Key dividindo o comando do programa. Entrou ao ar em 8 de janeiro de 2009 e teve sua finalização 12 de março de 2011.

## História
Durante as férias no início de 2009 o Game Show estreou sob o comando de Celso Cavallini como um quadro do programa Hoje em Dia, sendo apresentado nos 40 minutos finais da revista eletrônica de segunda à sábado e gravado em estúdio, tendo também a presença de uma plateia ao vivo. Em 29 de junho o quadro voltou ao ar com uma segunda temporada durante as férias de inverno, num total de 30 programas e trazendo uma estrutura maior com malabaristas, dançarinas e um DJ. Além disso o programa teve a presença da equipe do Mundo Canibal criando caricaturas para uma das provas.
Em 9 de janeiro de 2010 a terceira temporada do programa estreou com o novo nome para Game Show de Verão, passando a ser exibido apenas uma vez ao ano durante os meses de verão e apenas nas manhãs de sábado, entrando no ar às 9h30. O programa passou a ser apresentado também pela cantora Kelly Key, sendo gravado na Praia de São Francisco, em Niterói, no Rio de Janeiro. Outra diferença foi a divisão de equipes por cores, tendo na estreia Raul Gazolla e Letícia Colin na equipe azul e Renata Frisson (Mulher Melão) e Gustavo Sarti na laranja.
A quarta temporada estreou em 15 de janeiro de 2011, tendo mudado o horário para às 10h e trazendo a dupla Caio Cesar & Diego e as atrizes Franciely Freduzeski e Valquíria Ribeiro. Duas edições especiais foram realizadas, uma na praia da Barra da Tijuca, no Rio de Janeiro, e outra na cidade de Campos dos Goytacazes, no mesmo estado, além de ser planejado um programa em Fortaleza, Ceará, que nunca foi realizado. Posteriormente sua exibição mudou para as 11h30. Essa temporada teve a peculiaridade de ser o primeiro programa da Record não-jornalistico a ser gravado e exibido em HDTV, ou seja televisão de alta definição. Seu último programa foi exibido em 12 de março.

## Provas
As provas do programa eram apresentadas rapidamente e definiam quem recebia os pontos:
- Cabo de Guerra: tradicional jogo onde as equipes puxam de cada lado para derrubar a outra.
- Surf na Areia: jogo onde os competidores tinham que ficar o maior tempo possível surfando em uma prancha de mola enquanto os adversários jogam água.
- Faroeste: vendados, os participantes tinham que acertar bolas no adversário como se fosse um duelo de cowboys.
- Mergulhador Cego: vendados, com boias de braço e pés de pato, o competidor tinha que submergir e sair o mais rápido possível de uma piscina de bolinhas.
- Queimada: tradicional jogo, porém em vez de uma quadra, um competidor tentava acertar o máximo de vezes o outro dentro de piscinas de bebê.
- Rota de Colisão: os competidores com pneu de carro em volta do corpo lutam sumô e ganha quem derrubar o adversário.
- Enrolando a Mulherada: os competidores enrolam sua parceira em um cabo como em um carretel.
- Obstaculos das taças: os competidores tinham que levar uma bandeja com taças em um circuito cheio de obstáculos.
- Bundasquete: um competidor joga as bolinhas em uma cesta colocada nas costas do parceiro.
- Chinelão: com um chinelo gigante nos pés, as duplas tinham que cumprir o circuito e e tocar o sino.

## Audiência
O programa chegou a liderar a audiência em algumas edições da primeira temporada.

## Apresentadores
- Celso Cavallini (2009–2011)
- Kelly Key (2010–2011)